# Mellow Yellow (álbum)
Mellow Yellow es el cuarto álbum de estudio del cantautor escocés Donovan, tras su éxito mundial con Sunshine Superman.
Al igual que pasó con Sunshine Superman, el sencillo de Mellow Yellow, la canción homónima, tenía una clara intención comercial y dista bastante del resto del sonido del disco. La canción, en la cual hay una particular participación de Paul McCartney (un jocoso alborotador en las partes instrumentales), alcanzó el #2 en Estados Unidos. 
En este nuevo trabajo Donovan abandona un poco la ecléctica mezcla de estilos de Sunshine Superman centrándose más en los arreglos jazz, como queda patente en canciones como The Observation, House of Jansch (un tributo a Bert Jansch) o Bleak City Woman. Sin embargo, perduran canciones acústicas, lo que logra dar al álbum un sonido muy personal. Writer In The Sun, Young Girl Blues o la preciosa Sand and Foam son algunos de los mejores momentos del disco, que obtuvo un notable éxito.

## Lista de canciones
1. Mellow Yellow - 3:42
2. Writer In The Sun - 4:30
3. Sand and Foam - 3:21
4. The Observation - 2:22
5. Bleak City Woman - 2:23
6. House of Jansch - 2:43
7. Young Girl Blues - 3:47
8. Museum - 2:55
9. Hampstead Incident - 4:41
10. Sunny South Kensington - 3:50

En la reedición en CD de 2006 se añadieron los bonus:
1. Epistle to Dippy (single)
2. Preachin' Love
3. Good Time
4. There Is a Mountain
5. Superlungs (Segunda versión)
6. Epistle to Dippy (Versión alternativa)
7. Sidewalk (The Observation) (Demo)
8. Writer In The Sun (Demo)
9. Hampstead Incident (Demo)
10. Museum (Demo)

- Datos: Q2542138